# Abtsgmünd
Abtsgmünd – miejscowość i gmina w Niemczech, w kraju związkowym Badenia-Wirtembergia, w rejencji Stuttgart, w regionie Ostwürttemberg, w powiecie Ostalb. Leży ok. 8 km na północny zachód od Aalen, przy drodze krajowej B19.